# Orthosia clausa
Orthosia clausa là một loài bướm đêm trong họ Noctuidae.